# Die Toten von Salzburg – Treibgut
Die Toten von Salzburg – Treibgut (Arbeitstitel Chinagirl) ist ein österreichischer Fernsehfilm der Krimireihe Die Toten von Salzburg aus dem Jahr 2021 von Erhard Riedlsperger. Die Erstausstrahlung im ORF und im ZDF erfolgte am 11. August 2021. Auf Flimmit und in der ZDFmediathek wurde der Film am 4. August 2021 veröffentlicht.

## Handlung
In ihrem siebten gemeinsamen Fall untersuchen Major Peter Palfinger und Kriminalhauptkommissar Hubert Mur aus Traunstein den Mord an der deutsch-chinesischen Fremdenführerin Kang Lien. Deren Leiche wird in einem Koffer in der Salzach angeschwemmt und blockiert die Schiffsschraube eines touristisch genutzten Amphibienfahrzeuges.
Die Leiche lag mindestens sieben Tage im Wasser. Das Opfer Kang Lien wurde erschlagen, postmortal im Fluss versenkt und vor zehn Tagen als vermisst gemeldet. Sie war die Geliebte von Konstantin Mandl, dem Sohn des Salzburger Bustour-Unternehmers Rudi Mandl. Konstantin hatte die Vermisstenanzeige aufgegeben. Kang Lien war für das Unternehmen von Rudi Mandl als Fremdenführerin tätig. 
Am Koffer finden sich die Initialen „B & S“ für Buchegger und Sohn, einem Lederwarengeschäft in der Salzburger Altstadt. Über den Sohn Franz Buchegger gibt es eine Akte wegen sexueller Belästigung, versuchter Nötigung und Erpressung. Kang hatte ihn wegen Stalkings angezeigt. Laut Klara Buchegger, der Mutter von Franz, hatten sie Kang gebeten, nicht ständig den Geschäftseingang zu blockieren um nicht die Stammkunden zu vertreiben, die Anzeige gegen Franz wurde fallengelassen. Von Franz Buchegger erfährt Palfinger, dass der Koffer eine Einzelanfertigung für Rudi Mandl war. Der gibt an, Buchegger den Koffer abgekauft zu haben, um ihm sein Entgegenkommen zu zeigen, weil Buchegger ihm Geschäftsstörung vorwarf. Der Koffer war in Mandls Werkstatt deponiert, dort hatten viele Personen Zugang.
Kang Tian, der Vater des Mordopfers betreibt in Traunstein das Chinarestaurant Kang's Gardens, in das Lien die Touristenbusse der Firma Mandl geführt hatte. Für Mur ist Kang zunächst Hauptverdächtiger, er vermutet einen Ehrenmord oder eine Tat im Umfeld der Chinesenmafia. Die Obduktion ergibt, dass Kang Lien in der zwölften Woche schwanger war. Konstantin Mandl und dessen Mutter Elisabeth geben an, von einer Schwangerschaft nichts gewusst zu haben. Als Tatwaffe wird aufgrund der Schädelverletzungen ein Nothammer aus einem Bus angenommen. In einem Bus der Mandls werden Blutspuren gefunden, außerdem fehlt ein Nothammer. Von Kang Tian erfährt Mur, dass Lien nicht von Konstantin, sondern von seinem Vater schwanger war. Eine DNA-Analyse bestätigt dies.
Palfingers Bruder Sebastian ist ebenfalls als Fremdenführer sowie als Personal Guide für sakrale Kunst und Kirchenbarock tätig, von ihm erhält Russmeyer Einblicke in die Geschäfte der Tourismusbranche. Auf einer Party von Sebastian „Wastl“, der mit seiner Agenturchefin Uschi Kastner flirtet, nimmt Russmeyer ohne ihr Wissen Haschkekse zu sich. Russmeyer wird daraufhin von Franz Buchegger mit Handyfotos erpresst, er droht ihr, sie wegen Cannabiskonsums bei der Polizei anzuzeigen. Nachdem sie sich ausweist, verschwindet Buchegger allerdings. Landtagspräsidentin Zirner erhält daraufhin anonym ein Foto zugespielt, das Russmeyer beim Kekskonsum zeigt, Zirner ordnet daraufhin einen Drogentest bei der Amtsärztin an, Russmeyer droht eine Suspendierung. Mit Hilfe von Palfinger tauscht Russmeyer allerdings die Urinprobe aus, sodass der Test negativ ausfällt.
Zufällig finden Russmeyer und Palfinger heraus, dass das Foto von Franz Buchegger gemacht wurde. Bei einer Hausdurchsuchung von Buchegger finden Palfinger und Seywald zahlreiche weitere Fotos, unter anderem eines, das Kang Lien und Rudi Mandl beim Geschlechtsverkehr zeigt. Buchegger gibt an, damit die korrupten Mafiamethoden der Tourismusbranche aufzeigen zu wollen, Mandl habe seine Reiseführer angewiesen, das Geschäft der Bucheggers zu meiden, weil Klara Buchegger sich geweigert habe, zehn Prozent des Umsatzes bei ihm abzuliefern. Franz habe die Fotos auch Elisabeth Mandl geschickt. Laut einer E-Mail wollte diese, dass Lien in die USA geht und das Verhältnis mit ihrem Mann beendet. Rudi Mandl wollte mit seiner schwangeren Freundin eine Familie gründen und noch einmal von vorne beginnen. Nachdem die Polizei Blutspuren von Kang Lien im Kofferraum von Elisabeth Mandls Auto findet wird diese schließlich beim Versuch, die Tatwaffe zu beseitigen, wegen Mordes an Kang Lien festgenommen. 
Nebenhandlung
Hofrat Seywald erhält von Landtagspräsidentin Zirner das Angebot, abschlagsfrei vorzeitig in den Ruhestand zu gehen. Er hätte dann mehr Zeit für seine Neigungen. Seywald wirft Zirner Homophobie vor und gibt seine Verpartnerung mit dem Bestatter René Kleist bekannt. 
Mur und seine Ehefrau Helene haben ihre Ehekrise überwunden. Mur hat sich auf eine Fastenkur eingelassen und besucht eine Gruppentherapie, um seine Zornesausbrüche in den Griff zu bekommen. Sein ungewohnt sanftes Verhalten irritiert allerdings seinen Kollegen Polizeiobermeister Wagner, er beschwert sich über Murs neue Umgangsformen. Der reagiert seinerseits mit einem Wutausbruch, die üblichen Verhältnisse sind damit wiederhergestellt.

## Produktion
Die Dreharbeiten fanden im Juli und August 2020 in Salzburg und Umgebung statt. Drehorte waren unter anderem an der Salzach, im Kloster Michaelbeuern, das Rockhouse und das Café Bazar.
Produziert wurde der Film von der Satel Film, beteiligt waren der Österreichische Rundfunk und das ZDF, unterstützt wurde die Produktion vom Fernsehfonds Austria, dem Land Salzburg und der Stadt Salzburg.
Die Kamera führte Kai Longolius, für den Ton zeichnete Joe Knauer verantwortlich, für das Kostümbild Christoph Birker, für die Ausstattung Andreas Sobotka und für das Casting Nicole Schmied.

## Rezeption

### Kritiken
Tilmann P. Gangloff vergab auf tittelbach.tv vier von sechs Sternen und befand, dass Bildgestaltung und Musik vorzüglich seien. Außerdem böten die Zusatzinfos über die Schattenseiten des Tourismus auch Stoff für eine packende Reportage. Abzüge gebe es dafür, dass Besetzung und Figurenzeichnung früh ahnen ließen, wer in den Tod der Fremdenführerin verwickelt ist. Insgesamt mausere sich die Reihe mehr und mehr zum ZDF/ORF-Pendant des Tatort aus Münster, nicht nur wegen der beiden Protagonisten, die einander in inniger Abneigung zugetan seien.
Kurt Sagatz meinte auf Tagesspiegel.de, dass die Spannung überschaubar sei, die Hinweise auf mögliche Verdächtige würden nicht gerade dezent versteckt. Die schauspielerische Leistung reiche nicht ganz bis in den hintersten Nebendarsteller-Winkel, allerdings lasse das Stamm-Ensemble über einige kleine Patzer und Humorversuche hinwegsehen, vor allem vor der hinreißenden Kulisse der Stadt Salzburg. Sagatz kam zu dem Urteil, dass auch das ZDF sich auf kurzweilige, aber nicht allzu anspruchsvolle Unterhaltung à la ARD Degeto verstehe.
Ähnlich urteilte Harald Keller (Frankfurter Rundschau), der schrieb, dass der Krimiplot nicht allzu vertüftelt sei, gelegentlich müsse der Zufall helfen, diese Mankos würden aber auf recht sympathische Weise mit drolligen Einfällen überspielt. Wer ein Faible für solche Feinheiten, zeitkritische Spitzen und nicht zuletzt für österreichische Eigenarten wie altväterische Berufs- und Behördenbezeichnungen hege, werde bestens unterhalten.

### Einschaltquote
Den Film verfolgten bei Erstausstrahlung im ORF bis zu 762.000 und durchschnittlich 716.000 Zuseher, dies entsprach einem Marktanteil von 31 Prozent.
In Deutschland sahen den Film bei Erstausstrahlung im ZDF 5,81 Millionen Personen, der Marktanteil betrug 24 Prozent.

## Auszeichnungen und Nominierungen
Jupiter-Award 2022
- Nominierung in der Kategorie Bester Film (TV & Streaming) National